# Italië op het Eurovisiesongfestival 1991
Italië deed mee aan het Eurovisiesongfestival 1991 in Rome (Italië). Het was de drieëndertigste deelname van het land.

## Nationale selectie
Net zoals de voorbije jaren besloot de RAI, de Italiaanse nationale omroep, hun kandidaat voor het Eurovisiesongfestival intern te kiezen. Er werd gekozen voor Peppino di Capri met het lied "Comme è ddoce 'o mare".

## In Rome
In Italië moest Italië aantreden als 22ste net na Cyprus.
Op het einde van de puntentelling bleek dat men als 8ste was geëindigd met 89 punten.
Men ontving 2 keer het maximum van de punten.
Nederland nam niet deel in 1991 en België gaf geen punten aan deze inzending.

### Gekregen punten

#### Finale
| 12 punten            | 10 punten                       | 8 punten    | 7 punten               | 6 punten      |
| -------------------- | ------------------------------- | ----------- | ---------------------- | ------------- |
| - Finland - Portugal | - Ierland - Noorwegen - Turkije | - Frankrijk | - Joegoslavië - Spanje | - Griekenland |
| 5 punten             | 4 punten                        | 3 punten    | 2 punten               | 1 punt        |
|                      |                                 | - Israël    | - Malta - Zwitserland  |               |

### Punten gegeven door Italië

#### Finale
Punten gegeven in de finale:
| 12 punten | Frankrijk           |
| 10 punten | Malta               |
| 8 punten  | Turkije             |
| 7 punten  | IJsland             |
| 6 punten  | Verenigd Koninkrijk |
| 5 punten  | België              |
| 4 punten  | Zwitserland         |
| 3 punten  | Ierland             |
| 2 punten  | Griekenland         |
| 1 punt    | Portugal            |

1956 · 1957 · 1958 · 1959 · 1960 · 1961 · 1962 · 1963 · 1964 · 1965 · 1966 · 1967 · 1968 · 1969 · 1970 · 1971 · 1972 · 1973 · 1974 · 1975 · 1976 · 1977 · 1978 · 1979 · 1980 · 1981-1982 · 1983 · 1984 · 1985 · 1986 · 1987 · 1988 · 1989 · 1990 · 1991 · 1992 · 1993 · 1994-1996 · 1997 · 1998-2010 · 2011 · 2012 · 2013 · 2014 · 2015 · 2016 · 2017 · 2018 · 2019 · 2020 · 2021 · 2022 · 2023 · 2024 · 2025